# Arzachel (cràter)
Arzachel és un cràter d'impacte lunar relativament jove, situat a les terres altes en la part sud-central visible de la Lluna, prop del meridià zero (el centre visible de la Lluna). Es troba al sud del cràter Alphonsus, i juntament amb Ptolemeu més al nord, els tres formen una línia prominent de cràters a l'est de la Mare Nubium. El cràter més petit Alpetragius es troba al nord-oest, i Thebit està cap al sud-oest al llarg de la vora de la mare.

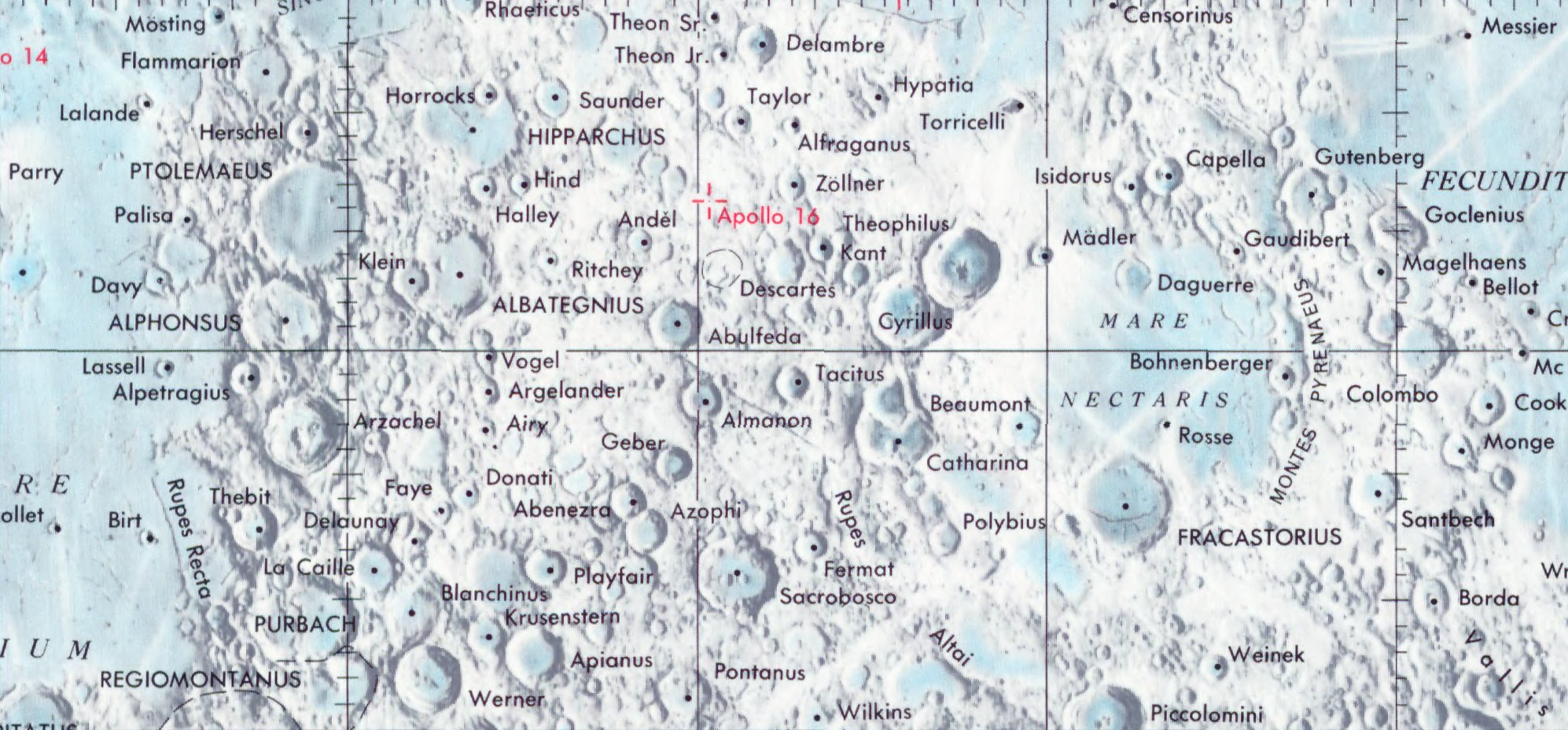
Localització d'Arzachel (meitat central esquerra de la imatge)

## Descripció
Arzachel té una estructura molt definida, i és un punt preferent d'observació per als telescopis d'astrònoms aficionats avançats. La vora d'Arzachel mostra pocs signes de desgast i té una estructura en terrassa molt definida en el seu interior, especialment en la vora oriental lleugerament elevada. Hi ha una rampa externa rugosa que s'uneix a una cresta que s'estén des de la vora nord de la ribera sud d'Alphonsus.
|  |  |

El pic central accidentat d'Arzachel és prominent, elevant-se 1,5 quilòmetres per sobre del sòl del cràter, i es compensa en certa manera a l'oest amb una corba inclinada de sud a nord-nord-est. El sòl és relativament pla, a excepció d'algunes irregularitats en el quadrant sud-oest del cràter. Les Rimae Arzachel s'estenen des de la paret nord fins a la vora sud-est. Un petit cràter ocupa un lloc destacat en el sòl, a l'est del pic central, amb un parell de cràters més petits situats en les rodalies.

## Denominacions
Arzachel és una llatinització del nom de l'astrònom i matemàtic àrab Abū Ishāq Ibrāhīm al-Zarqālī. Com a molts dels cràters en la cara visible de la Lluna, Arzachel va ser nomenat per Giovanni Riccioli, la nomenclatura de la qual del sistema amb 1.651 noms s'ha convertit en la referència estándard. En els inicis de la nomenclatura lunar els cartógrafos li van donar diferents noms: ".. Annae, Reg Fran" en el mapa de 1645 de Michael van Langren; Ana, Regenti de França, i finalment Johannes Hevelius li va cridar "Mons Cragus" en referència a la Muntanya Cragus.